# Челночное движение

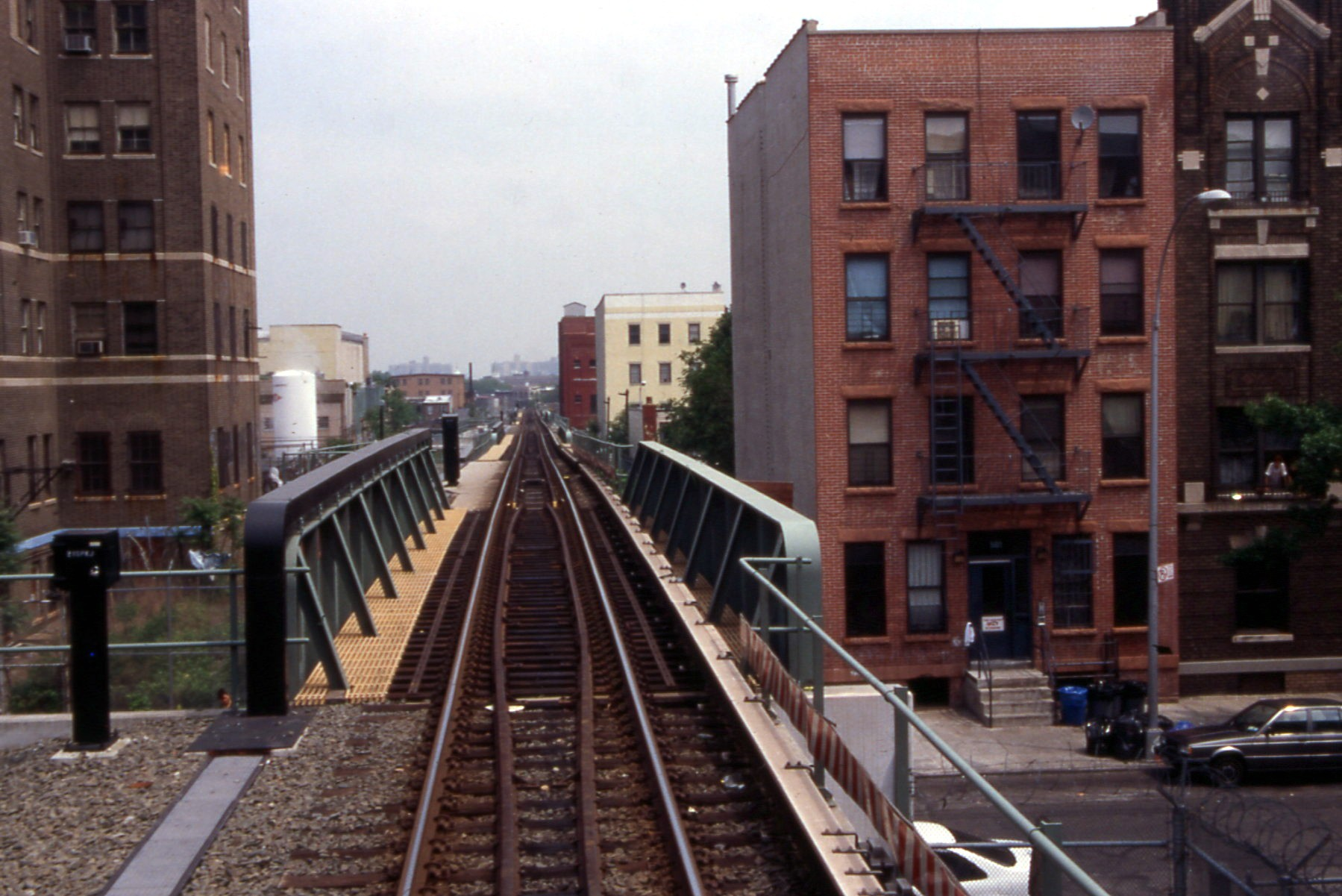
Однопутная эстакадная челночная линия метро в Нью-Йорке

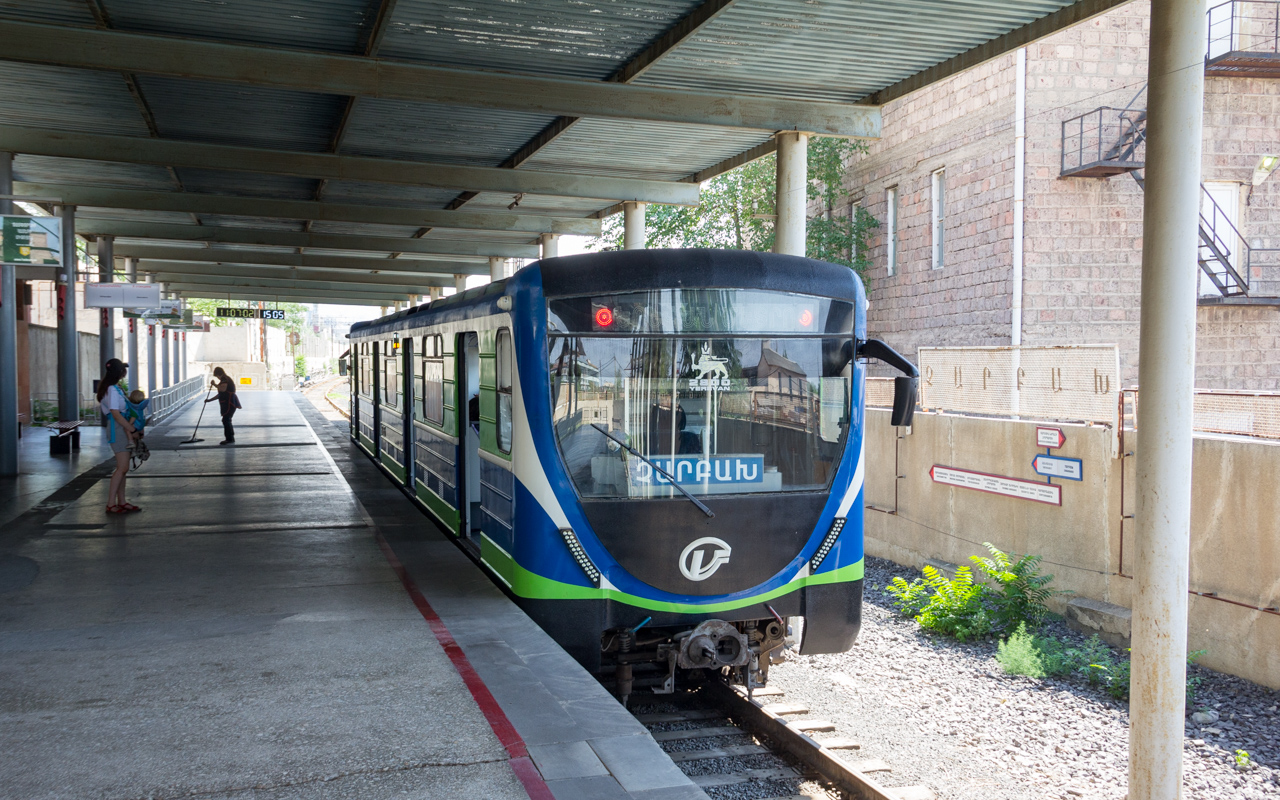
Модернизированный из одного из двух головных вагонов серии 81-717 двухкабинный вагон-электромотриса 81-717М для эксплуатации на челночном ответвлении Ереванского метрополитена на станции «Чарбах»

Челно́чное движе́ние — способ организации движения рельсового пассажирского маршрутного транспорта (метрополитена, трамвая), при котором один и тот же поезд двигается в обе стороны по одному и тому же пути с оборотом (сменой кабины, если в транспортной системе есть машинисты) на конечных пунктах.
Челночный маршрут (шаттловый маршрут, шаттл) — заранее определённый маршрут, по которому транспортное средство движется без промежуточных остановок. Челночный сервис чаще всего организован как бесплатный автобус (шаттл), доставляющий болельщиков, посетителей выставок, конференций, торговых комплексов от ближайших станций общественного транспорта и обратно.

## Рельсовый транспорт
Требует соответствующего подвижного состава, способного двигаться в обоих направлениях и, как правило, имеющего двери по обеим сторонам.
Обычно используется на малозагруженных маршрутах, или в период ограничения движения в связи с ремонтом или реконструкцией.
Использовалось, к примеру, до 23 июня 2007 года на Дзержинской линии Новосибирского метрополитена и в Петербургском метрополитене во время движения двух поездов-челноков на первом участке «Звенигородская» — «Волковская» Фрунзенско-Приморской (5-й) линии до открытия станции «Спасская» Правобережной (4-й), а также во время работы ночного поезда между станциями «Спортивная» — «Адмиралтейская».
На данный момент 2 поезда-челнока временно обслуживают Бакинский метрополитен. Оба (один с 1993, второй с 2008 года) действуют на двух параллельных однопутных отрезках перегона «Джаббарлы» — «Хатаи» линии 2.
В Криворожском скоростном трамвае челночное движение применяется при внештатных ситуациях на линии. В таком случае в качестве челнока используются вагоны 71-611, которые имеют двери с обеих сторон кузова.
В Киевском метрополитене челночное движение поездов имело место при строительстве станции «Театральная» летом 1987 года, в первые годы работы Куреневско-Красноармейской и Сырецко-Печерской линий, а также с 25 октября 2012 года до 6 ноября 2013 года по первому пути между станциями «Выставочный центр» — «Ипподром» и во время вторжения России на Украину:красной/первой (Святошинско-Броварской) линии первое время действовало челночное движение на участке «Шулявская» — «Университет» (чуть позднее его продлили до станции «Театральная»), синяя/вторая (Оболонско-Теремковская) линия работала целиком, но без остановки поездов на станциях «Площадь Независимости» и «Площадь Льва Толстого»; участок «Сырец» — «Выдубичи» и «Славутич» — «Красный хутор» на зелёной/третьей (Сырецко-Печерской) линии. Обе линии также работали в режиме челночного движения.
В связи с открытием новой станции «Деловой центр» в Московском метрополитене, между станциями «Парк Победы» и «Деловой центр» было организовано челночное движение. Такой режим работы на данном участке продолжался до тех пор, пока не открыли участок от «Делового центра» до станции «Раменки» — с 31 января 2014 по 15 марта 2017. Сейчас на Солнцевской линии не организовано челночное движение, так как Солнцевская линия продлена до станции «Рассказовка». Также, планируется организация челночного движения на участке «Деловой центр - Шелепиха», до момента его включения в состав будущей Рублёво-Архангельской линии. C 2024 года этот перегон закроют на 1,5 года для стройки РАЛ на Строгино.
В метрополитене Сан-Франциско было организовано челночное движение на фиолетовой линии, которая соединяет Международный аэропорт Сан-Франциско и Миллбрай, а также на Oakland Airport Connector, соединяющей соответственно Международный Аэропорт Оклэнд и Колизей. 
В Ереванском метрополитене на перегоне между станциями «Чарбах» и «Шенгавит» курсирует поезд-челнок, состоящий из одного вагона с двумя кабинами по обеим сторонам. Это единственный подобный случай в мировой практике.